# Aryzta
Aryzta AG est une entreprise du secteur agroalimentaire basée à Zurich (Suisse) et spécialisée dans la production de produits de boulangerie surgelés. Cotée au SMI Mid et à l'Irish Stock Exchange, elle possède plusieurs filiales en Amérique, en Europe, en Australie et en Nouvelle-Zélande.

## Historique
L'entreprise est fondée en janvier 1897 sous le nom d’Irish Co-Operative Agricultural Agency Society, avant d'être renommée Irish Agricultural Wholesale Society (IAWS) en décembre de la même année.
La société est cotée à l'Irish Stock Exchange pour la première fois en 1988. Durant la majeure partie des années 1990, elle est dirigée par Philip Lynch (en), d'abord comme président-directeur général puis comme président. L'entreprise rachète Shamrock Foods en 1989, puis R&H Hall (en) en 1990 et Cuisine de France en 1997. Elle rachète Délice de France en 1999, La Brea Bakery (en) en 2001, le Groupe Hubert en 2005 et Otis Spunkmeyer (en) en 2006.
En 2007, la société transfère ses activités agroindustrielles à sa filiale Origin Enterprises (en). Elle fusionne avec Hiestand Holding AG en août 2008 pour former l'entreprise Aryzta AG. Dès le 22 août 2008, le groupe est coté au SIX Swiss Exchange.
Aryzta rachète Honeytop Speciality Foods en septembre 2011.
En 2013, le groupe rachète Klemme AG, un producteur allemand de boulangerie surgelée, pour la somme de 280 millions d'euros. L'année suivante, Arytza acquiert Pineridge Bakery au Canada et Cloverhill Bakery aux États-Unis pour un montant total de 730 millions d'euros. En 2015, elle rachète le groupe hongrois Fornetti installé sur les marchés d'Europe centrale et orientale.
Le 1er février 2018, Aryzta annonce avoir vendu les marques Big Texas et Cloverhill à l'Américain Hostess Brands (en).
En août 2018, Aryzta connaît un endettement important et des difficultés liées à la canicule européenne de juillet-août. Sa valeur de marché chute de 6 milliards d'euros en 2014 à 694 millions d'euros en 2018.
Début octobre 2019, en pleine difficulté, le groupe s'apprête à céder à Moez-Alexandre Zouari 43 % des parts qu'il détient au sein du surgelé Picard. Le montant de la transaction est évalué à 156 millions d'euros,.

## Activités
Aryzta exploite 53 boulangeries et cuisines à travers l'Europe, l'Amérique du Nord et du Sud, l'Asie, l'Australie et la Nouvelle-Zélande. 
Aryzta est connue pour sa gamme Délice de France, qui comprend des produits de boulangerie à la française, ainsi que pour sa marque de pains Lea Bakery. Elle commercialise également les marques Shamrock Foods, Cuisine de France et Hubert. Aryzta fournit notamment des pains à burger à l'enseigne McDonald's.

## Actionnaires
Liste des principaux actionnaires au 6 novembre 2019
| Cobas Asset Management            | 10,0% |
| J.O. Hambro Capital Management    | 5,85% |
| CI Global Investments             | 5,00% |
| Black Creek Investment Management | 5,00% |
| Causeway Capital Management       | 5,00% |
| Fidelity Management & Research    | 4,22% |
| Invesco Advisers                  | 4,00% |
| FIL Investment Advisors           | 3,09% |
| Credit Suisse Asset Management    | 3,04% |
| Norges Bank Investment Management | 3,00% |